# Ciklantus
Ciklantus (lat. Cyclanthus), rod vazdazelenih trajnica iz porodice Cyclanthoideae. Postoje dvije vrste raširene od južnog Meksika do tropske Južne Amerike, uključujući Karibe.
Ovaj rod nema stabljike, često formira guste nakupine bifidnih listova dugih 50 - 100 cm ili više na dugim peteljkama nalik trstici također dugim 50 - 100 cm ili više. Biljka može narasti 1 - 3 metra u visinu.

## Vrste
1. Cyclanthus bipartitus Poit. ex A.Rich.
2. Cyclanthus indivisus R.E.Schult.

## Sinonimi
- Cyclosanthes Poepp.
- Discanthus Spruce